# Elvira Suanzes Fernández
Elvira Suanzes Fernández (Ferrol, 3 de novembre de 1977) és una política valenciana d'origen gallec, diputada a les Corts Valencianes en la V i VI legislatures
Militant de Nuevas Generaciones i del Partit Popular, n'ha estat vicesecretària regional d'acció institucional. Fins a 2002 ha estat secretària general de l'Institut Valencià de la Joventut (IVAJ), del que posteriorment n'ha estat secretària del consell rector. Fou nomenada diputada substituta en 2002 i elegida per Castelló a les eleccions a les Corts Valencianes de 2003. De 2004 a 2007 fou presidenta de la Comissió d'Educació i Cultura de les Corts Valencianes. Durant el seu mandat fou considerada membre del sector "zaplanista" i no gaire ben vista pels partidaris de Francesc Camps i Ortiz.